# نوبهار غلامان (تايباد)
نوبهار غلامان هي إحدى القرى التابعة لـ ريف باخرز في قسم باخرز من مقاطعة تايباد، في محافظة خراسان رضوي الإيرانية.

## السكان
- حسب إحصاءات سنة 2006، بلغ إجمالي السكان في هاذهي القرية الإيرانية 326 نسمة وعدد المساكن 74 مسكن.[2]

## وصلات خارجية
- إدارة مقاطعة تايباد
- بلدية تايباد
- إدارة تعليم تايباد